# Francisco Javier Irazoki
Francisco Javier Irazoki (Lesaca, Navarra, 21 de octubre de 1954) es un poeta y escritor español. Desde 2018, posee también la nacionalidad francesa.

## Biografía
El poeta Francisco Javier Irazoki fue periodista musical en Madrid. Publicaba en Disco Expres (bajo la dirección de Erwin Mauch) y en El Musiquero, revista dirigida por José María Íñigo. Formó parte de CLOC, grupo de escritores surrealistas. Desde 1993, Irazoki reside en París, donde ha cursado diversos estudios musicales: Armonía y Composición, Historia de la Música, etc.
Durante cuatro años (2009-2013) publicó su columna Radio París en El Cultural, suplemento del diario El Mundo. Desde 2013 es crítico de poesía en dicho medio de comunicación.

## Obra

### Poesía
- Árgoma (Estella, 1980).
- Cielos segados (Universidad del País Vasco; Leioa, colección Poesía vasca, hoy, 1992). El volumen contiene toda la obra poética que Francisco Javier Irazoki había escrito hasta el año 1990: los libros  Árgoma (1976-1980), Desiertos para Hades (1982-1988) y La miniatura infinita (1989-1990).
- Notas del camino (Javier Arbilla Editor; Pamplona, 2002, con fotografías de Antonio Arenal).
- Los hombres intermitentes (Hiperión; Madrid, 2006). Poemas en prosa.
- Retrato de un hilo (Hiperión; Madrid, 2013). Poemas en verso.
- Orquesta de desaparecidos (Hiperión; Madrid, 2015). Poemas en prosa.
- El contador de gotas (Hiperión; Madrid, 2019). Poemas en prosa.
- Oración laica (Silencio de pájaro, Ávila, 2020), en colaboración con el artista plástico Ángel Sardina. Poemas en verso y prosa. Edición para coleccionistas.
- Palabra de árbol (Hiperión; Madrid, 2021). Antología poética.
- Animal aberto (Medula; Lisboa, 2023). Antología poética. Los poemas fueron traducidos al portugués por Ana Catarina M. Martins.
- Los descalzos (Hiperión; Madrid, 2023). Poesía completa, 1976-2023.
- Sus poemas han sido recogidos en las antologías 23 (Hórdago; San Sebastián, 1981), Anales de Trotromrotro (Haranburu Editor; San Sebastián, 1981), Antología de la poesía navarra actual (Diputación Foral de Navarra, Institución Príncipe de Viana; Pamplona, 1982), Antologia della poesia basca contemporanea (Crocetti Editore; Milán, Italia, 1994), Poesía vasca contemporánea (Litoral; Torrelodones, Málaga, 1995), Navarra canta a Cervantes (Carlos Mata Induráin Editor; Pamplona, 2006), Nueva poesía en el viejo reyno. Ocho poetas navarros (Hiperión; Madrid, 2012), Abrazando esa tierra / Lurralde hori besakartuz (antología de poetas vascos publicada por GPU Ediciones; Villa María, Argentina, 2013), Diez bicicletas para treinta sonámbulos (Demipage; Madrid, 2013), Nocturnario, 101 imágenes y 101 escrituras (Editorial Nazarí; Granada, 2016), Libro de las invocaciones (Pablo Gallo; Reino de Cordelia; Madrid, 2016), Proyecto escritorio (Cuadernos del Vigía; Granada, 2016), El pájaro azul, homenaje a Rubén Darío (Artificios; Granada, 2016), Drogadictos (Demipage; Madrid, 2017), La poesía en Navarra. S. XXI (TK; Pamplona, 2017), En unos pocos corazones fraternos [antología solidaria] (Entorno Gráfico Ediciones; Granada, 2017), A poema abierto (Universidad de Salamanca; Salamanca, 2020), Antología poética del desexilio, Los Nautas (La Manzana Poética; Córdoba, 2020), Uni-versos (Hiperión; Madrid, 2021), Veinte aullidos del pianista (Demipage; Madrid, 2023), De pronto, ¡oh belleza!, canta el verderol (Proyecto Encuentro Letras Celestes; La Puebla de los Infantes, Sevilla, 2025) y Quedan los árboles (Fundación Ortega Muñoz; Badajoz, 2025).

- Irazoki ha traducido del francés los poemas del dramaturgo Armand Gatti (Antología poética; Demipage; Madrid, 2009) y seleccionado los versos de Félix Francisco Casanova (Antología poética / Cuarenta contra el agua; Demipage; Madrid, 2010), Jesús Munárriz (Materia del asombro; Hiperión; Madrid, 2015) y Harkaitz Cano (Gente que trabaja en los tejados; Fundación Ortega Muñoz; Badajoz, 2019). Ha revisado la edición de las Obras completas de Félix Francisco Casanova (Demipage; Madrid, 2017). Ha seleccionado los textos y poetas de la antología Años de trece meses (Demipage; Madrid, 2022). También ha seleccionado las letras de canciones de Santiago Auserón en la antología Luz de mis huesos (Demipage; Madrid, 2022) y las páginas de una nueva antología de Félix Francisco Casanova: De todo haz un misterio (Demipage; Madrid, 2023). Ha escogido los aforismos de Juan Kruz Igerabide en la antología Rostro desnudo (Demipage; Madrid, 2023). Encargado de la edición de la poesía reunida de Fernando Aramburu, Sinfonía corporal (Tusquets; Barcelona, 2023). Ha igualmente seleccionado los poemas de Ramón Andrés en la antología Oír las grietas (Hiperión; Madrid, 2024).
- En 2011 participó en el libro-homenaje a Raymond Queneau (Cien mil millones de poemas; Demipage; Madrid, 2011). Junto a los escritores Isabel Bono y Fernando Aramburu, ha participado en Náufragos, proyecto del artista Salvador Retana, con un poema-mensaje (Náufragos – 4; Ediciones La Rosa Blanca; Jaraíz de la Vera, Cáceres, 2022).

### Prosas variadas
- La nota rota (Hiperión; Madrid, 2009). Semblanzas de cincuenta músicos de épocas muy variadas.
- Ciento noventa espejos (Hiperión; Madrid, 2017).